# 圣莫里斯德尚
圣莫里斯德尚（法語：Saint-Maurice-des-Champs，法語發音：[sɛ̃ moʁis de ʃɑ̃]）是法国索恩-卢瓦尔省的一个市镇，属于索恩河畔沙隆区。

## 地理
圣莫里斯德尚（46°37'43"N, 4°37'9"E）面积5.83 平方千米，位于法国勃艮第-弗朗什-孔泰大區索恩-卢瓦尔省，该省份为法国中部省份，北起顺时针与科多尔省、汝拉省、安省、罗讷省、卢瓦尔省、阿列省和涅夫勒省接壤。
与圣莫里斯德尚接壤的市镇（或旧市镇、城区）包括：圣马丹迪塔特尔、比尔南、屈勒莱罗什、圣让古勒纳雄耐尔、沃昂普雷。

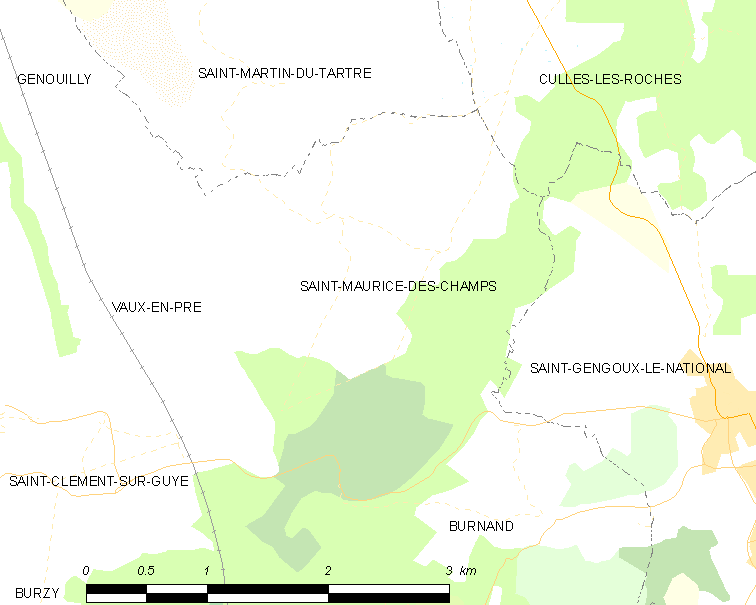
圣莫里斯德尚的OSM定位图

圣莫里斯德尚的时区为UTC+01:00、UTC+02:00（夏令时）。

## 行政
圣莫里斯德尚的邮政编码为71460，INSEE市镇编码为71461。

## 政治
圣莫里斯德尚所属的省级选区为日夫里县。

## 人口

1962-2008年间圣莫里斯德尚人口变化图示

圣莫里斯德尚于2022年1月1日时的人口数量为65人。